# Monte Baraccone
Il Monte Baraccone (819 m s.l.m.) è una montagna delle Prealpi Liguri.

## Caratteristiche

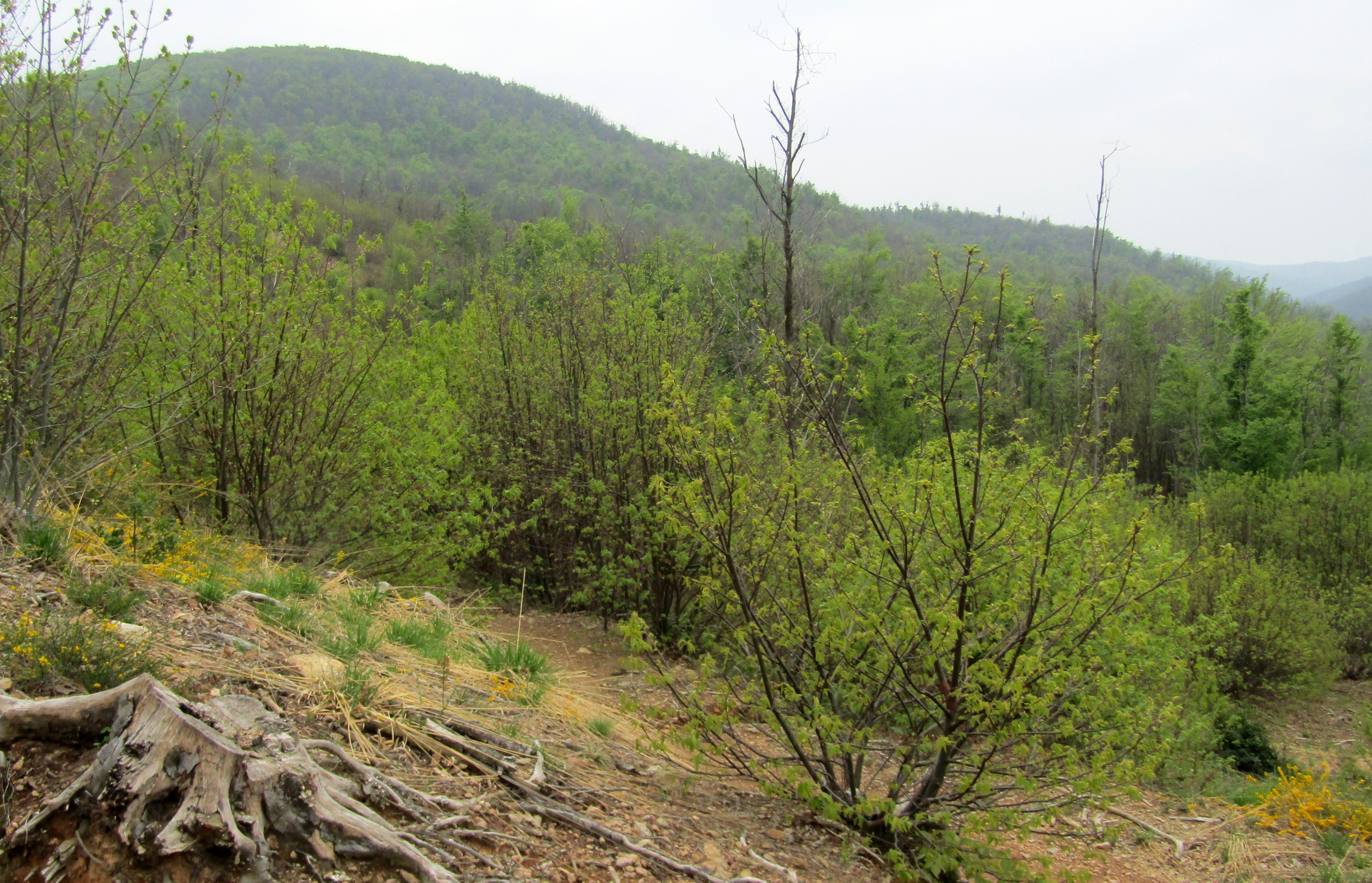
Vista dalla val Bormida

La montagna è una ampia cupola boscosa e si colloca sullo spartiacque ligure/padano; il versante padano appartiene al comune di Altare, mentre quello esposto verso il Mar Ligure fa parte di Quiliano. È una delle prime cime alpine che si incontrano a partire dal Colle di Cadibona in direzione sud-ovest. Dalle sue pendici sud-occidentali nascono vari affluenti del Trexenda, uno dei rami sorgentizi del torrente Quiliano.
Il Monte Baraccone è collegato a nord con in Monte Burot da una sella a 721 metri di quota. Verso sud-ovest il crinale prosegue scendendo al Colle del Baraccone (649 m), poi dopo la Colla del Termine (662 m) risale al Monte Alto. La sua prominenza topografica è di 163 m.
Sulla cima della montagna, coperta da una fitta boscaglia, rimangono alcuni resti della batteria ottocentesca. Poco a nord si trova un parco eolico composto da cinque grandi turbine, in aggiunta alle quali è allo studio la costruzione di una seconda serie pale eoliche, questa volta collocate nei pressi del Forte Baraccone, alla base meridionale del monte. L'inizio dei lavori, autorizzati della Provincia di Savona nel 2016, è stato prorogato varie volte.

## Storia

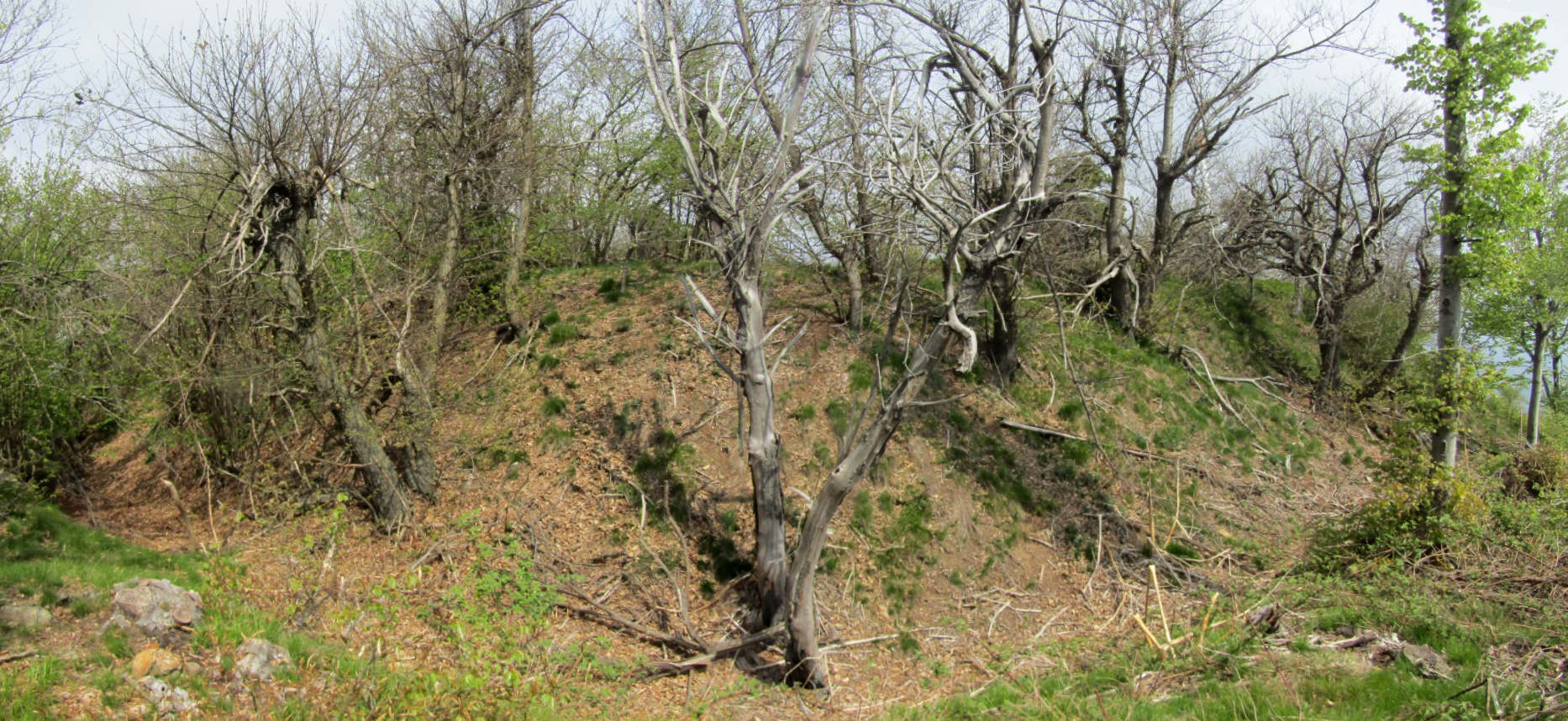
La sommità della montagna con i resti delle fortificazioni ottocentesche

La montagna prende il nome dal Forte Baraccone, un'opera militare geonvese costruita a fine Seicento e che si trova ad ovest della cima, anch'essa sul crinale padano/ligure. La zona del monta Baraccone fu coinvolta, assieme al Colle di Cadibona e ai rilievi circostanti, nelle ostilità legate alla campagna d'Italia di Napoleone Bonaparte. Più di recente la cima del monte ospitò una batteria costruita nell'ambito dell'attività di fortificazione della costa ligure volta a contrastare un eventuale attacco francese. Ciò era dovuto all'adesione dell'Italia alla Triplice Alleanza, che avvicinandola agli Imperi centrali ne rendeva critiche le relazioni con la repubblica francese. La batteria faceva parte del complesso fortificato dello Sbarramento di Altare e serviva a coprire il fianco sud-occidentale del Forte Tagliata di Altare. Quanto rimane dell'opera è oggi nascosto nel fitto della vegetazione che copre la parte sommitale della montagna..

## Accesso alla cima
Il monte può essere raggiunto per strada sterrata partendo da Altare passa nei pressi del Monte Burot e tenendosi nei pressi del crinale arriva in prossimità della cima, oppure per il lato opposto del crinale partendo dal Colle del Termine.. Si tratta di sentieri e strade sterrate che fanno parte dell'Alta Via dei Monti Liguri.